# Очоа Урибе, Габриэль
Габриэ́ль Очо́а Ури́бе (исп. Gabriel Ochoa Uribe; 20 ноября 1929, Сопетран — 8 августа 2020, Кали) — колумбийский футболист, вратарь. После завершения футбольной карьеры работал тренером. Является самым титулованным тренером в истории чемпионатов Колумбии — 13 побед. Занимает первое место по числу матчей в Кубке Либертадорес в качестве главного тренера — 116 игр. Является рекордсменом по числу матчей, проведенных в качестве главного тренера, в истории колумбийского футбола — 1563 игры.

## Карьера
Габриэль Очоа рано лишился отца: тот погиб на угольной шахте, когда Габриэлю было только два года. После этого семья переехала в Медельин. Его мать видела сына либо священником, либо врачом. Гильермо предпочёл получить медицинское образование, став ортопедом-травматологом. Одновременно он играл в футбол и участвовал в скачках на ипподроме Сан-Фернандо Итагуи. Он даже стал чемпионом национального Гран-при, но отказался от карьеры жокея из-за того, что в подростковом возрасте слишком вырос.
Очоа начал карьеру в клубе «Атлетико Мунисипаль». 15 августа 1948 года он провёл первый матч за основной состав против команды «Универсидад», а спустя 8 дней перешёл в «Америку» из Кали. В 1949 году он перешёл в клуб «Мильонариос», с которым выиграл четыре титула чемпиона Колумбии, выступая вместе с Адольфо Педернерой, Альфредо Ди Стефано и Нестором Росси. С приходом в клуб ещё одного аргентинца, вратаря Хулио Коцци,  Гильермо стал только запасным, будучи им до ухода из команды. А одну встречу Очоа провёл в качестве полевого игрока: из-за болезни партнёра по команде он вышел на поле в атаке в матче с «Атлетико Букараманга», в котором даже забил гол, а его команда победила со счётом 7:1. Затем Очоа играл за бразильский клуб «Америка» из Рио-де-Жанейро, где одновременно получал медицинское образование. Любопытно, что за трансфер футболиста клуб заплатил символическую сумму в 100 долларов. Таким образом он стал вторым вратарём из Колумбии после Эфраина Санчеса, игравшим за границей. Как и в предыдущей команде, Гильермо был в клубе лишь запасным. А завершил карьеру, возвратившись в «Мильонариос», в 28 лет из-за травмы.
«Мне очень помогла специализация в области ортопедии и травматологии, потому что она помогла принять правильные решения в нужное время. Я думаю, что получил от Бога Дар, и им стала возможность заниматься медициной рука об руку с футболом».
В 1958, сразу после завершения игровой карьеры, Очоа стал тренером «Мильонариоса». В 1959 году он выиграл свой первый «тренерский» титул чемпиона страны. А с 1961 года три сезона подряд приводил клуб к выигрышу национального первенства. Перед чемпионатом 1964 года Очоа поссорился с руководством клуба из-за того, что в товарищеской игре с «Ривер Плейтом» выставил в составе игрока, не принадлежащего клубу, несмотря на указание того, что этого делать нельзя,  и покинул «Мильонариос». В 1965 году Гильерме стал тренером клуба «Индепендьенте Санта-Фе», с которым занял пятое место, а на следующий год привёл и этот клуб к выигрышу чемпионата. Затем он снова тренировал «Мильонариос», с которым выиграл ещё один титул чемпиона. Уйдя из клуба, Очоа вновь стал работать в системе здравоохранения, а потом опять тренировал «Мильонариоса». И, покинув команду, он опять вернулся в медицину, устроившись работать в клинику в Боготе. В 1979 году Гильерме возглавил «Америку» из Кали, клуб который никогда не становился чемпионом Колумбии. И который, по расхожему мнению, был проклят Бенхамином Урреа, сказавший, во времена перехода клуба в профессиональный статус: «Пусть делают с „Америкой“, что хотят… Но я клянусь Богом, что они никогда не станут чемпионами». С этой командой Очоа выиграл семь чемпионатов Колумбии, из которых пять подряд с 1982 по 1986 год. Также три года подряд, в 1985, 1986 и 1987 годах Гильерме приводил «Америку» к выходу в финал Кубка Либертадорес, но все три финала клуб проиграл. 22 сентября 1991 года Очоа провёл свой последний матч в качестве главного тренера.
В 1959 году Очоа работал главным тренером Олимпийской сборной Колумбии на Квалифиционном турнире Олимпийских игр. В 1963 году он тренировал первую сборную на чемпионате Южной Америки, в котором колумбийцы заняли последнее место, проиграв пять матчей из шести. В 1985 году он во второй раз тренировал сборную Колумбии в отборочном турнире чемпионата мира. Команда заняла в группе 3 место, выйдя в стыковые матчи, где проиграла Парагваю.
Завершив тренерскую карьеру, он остался в футболе, выступая с лекциями и семинарами. Одновременно он часто появлялся на телевидении в качестве эксперта. 8 августа, в возрасте 90 лет, он умер в своем доме в Кали после продолжительной болезни, связанной с проблемами с дыхательным аппаратом, из-за чего даже был госпитализирован. 9 августа Очоа был похоронен на кладбище на юге Кали. Одним из людей, принёсших соболезнования родным и близким тренера, стал президент Колумбии Иван Дуке.

## Достижения

### Как игрок
- Чемпион Колумбии (4): 1949, 1951, 1952, 1953
- Обладатель Кубка Колумбии: 1952/1953

### Как тренер
- Чемпион Колумбии (13): 1959, 1961, 1962, 1963, 1966, 1972, 1979, 1982, 1983, 1984, 1985, 1986, 1990
- Обладатель Кубка Колумбии: 1962/1963

## Личная жизнь
Очоа был женат. Он познакомился со своей будущей супругой Сесилией Перейра во время прохождения интернатуры в полицейской клинике в Боготе: девушка попала в ДТП, получив 14 переломов. У них родилось двое сыновей Габриэль и Херман, также ставших врачами.